# Harlow PJC-2
El Harlow PJC-2 fue un monoplano de cabina de cuatro asientos estadounidense, diseñado por Max Harlow en los años 30 del siglo XX.

## Desarrollo
Max Harlow era un ingeniero e instructor aeronáutico en el Pasadena Junior College. Bajo su tutela, el avión designado PJC-1 fue diseñado y construido como proyecto escolar. El PJC-1 voló por primera vez el 14 de septiembre de 1937 en Alhambra, California, pero se estrelló durante unas pruebas de barrena extendida (más de seis giros) con el centro de gravedad lastrado en el límite trasero, ya que estaba realizando el proceso de certificación (un problema inducido generalmente por los inusualmente rigurosos requerimientos de las pruebas de barrena y el piloto de pruebas gubernamental, que saltó del avión después de que la barrena "se aplanara"). El avión golpeó el suelo, todavía en actitud "plana" (nivelado longitudinalmente), en un campo de alubias cerca de Mines Field (actualmente Aeropuerto Internacional de Los Ángeles), con daños considerables; aunque reparable, el PJC-1 nunca volvió al estado de vuelo. Los estudiantes del PJC construyeron posteriormente un avión ligeramente modificado, que limitaba el recorrido del alerón con la palanca a tope atrás e incorporaba un estabilizador vertical ligeramente mayor. Se convirtió en el modelo PJC-2, número de serie 1 certificado por la FAA el 20 de mayo de 1938. Fue uno de los primeros aviones, si no el primero, diseñado y construido en los Estados Unidos con estructura semimonocasco de recubrimiento sujeto a esfuerzos (una característica de diseño revolucionaria para la época). Harlow vio el potencial y formó la Harlow Aircraft Company para construir el avión PJC-2 en el Aeropuerto de Alhambra. Cuatro aviones fueron requisados y puestos en servicio con las Fuerzas Aéreas del Ejército de los Estados Unidos con la designación UC-80 en 1942, y fueron usados por inspectores de la Administración Aeronáutica Civil después de la Segunda Guerra Mundial.

## Diseño

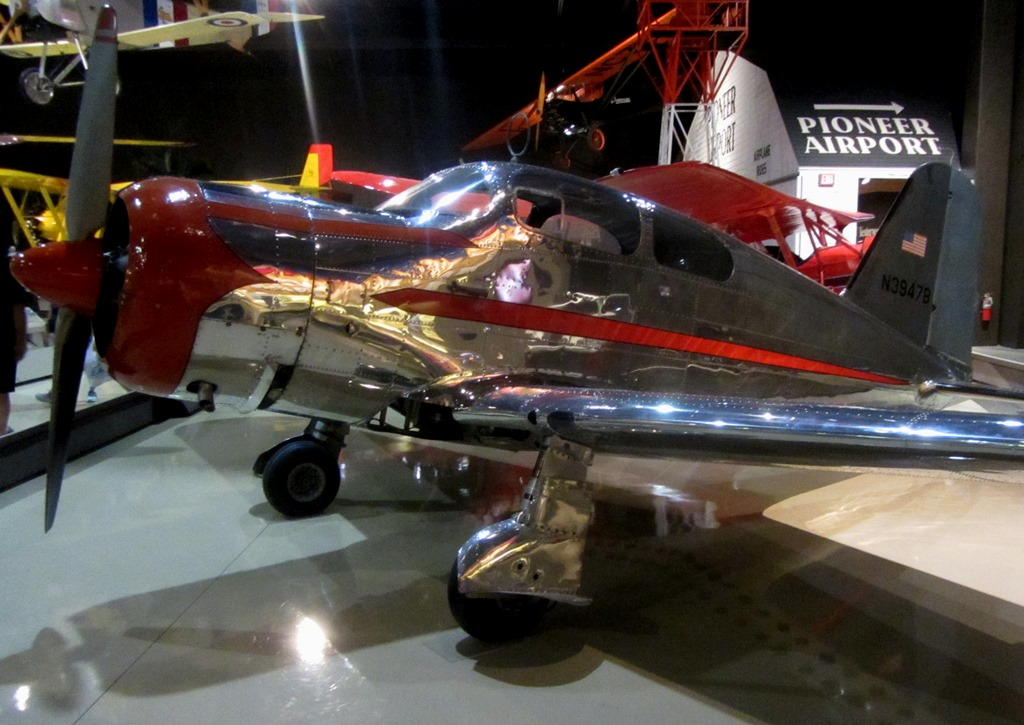
Harlow PJC-2 de 1940 en exhibición.

El PJC-2 era un monoplano cantilever de ala baja totalmente metálico con plano bajo de cola convencional y tren de aterrizaje retráctil de rueda de cola. Se desarrolló una versión biplaza en tándem destinada a ser un entrenador militar como Harlow PC-5.

## Historia operacional
En 1991, 3 PJC-2 estaban en condiciones de vuelo.

## Variantes
PJC-1
Prototipo, uno construido.
PJC-2
Un prototipo, número de serie 1, motor radial Warner Scarab, seguido de 10 aviones de producción. La mayoría de ejemplares supervivientes han sido remotorizados con un motor Warner de 165 o 185 hp.

## Operadores
Estados Unidos
- Fuerzas Aéreas del Ejército de los Estados Unidos

## Especificaciones (PJC-2)
Referencia datos: The Illustrated Encyclopedia of Aircraft (Part Work 1982-1985), 1985, Orbis Publishing, Page 2099.

### Características generales
- Tripulación: Uno (piloto)
- Capacidad: Tres pasajeros
- Longitud: 7,1 m (23,3 ft)
- Envergadura: 10,9 m (35,8 ft)
- Altura: 2,3 m (7,7 ft)
- Superficie alar: 17,2 m² (185 ft²)
- Peso vacío: 753 kg (1659,6 lb)
- Peso cargado: 1179 kg (2598,5 lb)
- Planta motriz: 1× motor radial de siete cilindros refrigerado por aire Warner Super Scarab SS-50.
  - Potencia: 108 kW (149 HP; 147 CV)

### Rendimiento
- Velocidad máxima operativa (Vno): 257 km/h (160 MPH; 139 kt)
- Velocidad crucero (Vc): 224 km/h (139 MPH; 121 kt)
- Alcance: 788 km (425 nmi; 490 mi)
- Techo de vuelo: 4725 m (15 502 ft)

## Aeronaves relacionadas

### Aeronaves similares
- Globe Swift
- Spartan Executive
- Warren CP-1

### Secuencias de designación
- Secuencia Alfanumérica (interna de Harlow): PJC-1 - PJC-2 - PJC-4 - PJC-5 - PC-5 →
- Secuencia C-_ (Aviones de Carga del USAAC/USAAF/USAF, 1924-1962): ← C-77/B-D - C-78 - C-79 - C-80 - C-81 - C-82 - C-83/A →